# Пневский, Ежи Мария
Ежи Мария Пневский (1913—1989) — польский физик.
В 1936 г. окончил математический, а в 1938 г. — физический факультеты Варшавского университета. В 1949—1951 гг. работал в Ливерпульском университете. После возвращения в Польшу работал в Варшавском университете (с 1963 г. — профессор), в 1953—1975 гг. — также директор Института экспериментальной физики Варшавского университета, с 1975 г. — руководитель физического отдела института.
Работы в области молекулярной оптики, спектроскопии, ядерной физики, физики элементарных частиц. В 1952 г. вместе с М.Данышем открыл гиперъядра, в 1963 г. — двойные гиперъядра.
Член Польской АН (1971). Государственные премии ПНР (1955, 1964).